# ينغ موتلي
ينغ موتلي (بالإنجليزية: Young Mutley)‏ مواليد 17 مايو 1976 في إنجلترا، هو ملاكم بريطاني يصنف ضمن فئة وزن الوسط.

## إحصائيات
خاض خلال مسيرته 37 نزالا، فاز في 30 ولم يتعادل وخسر في 7. فاز بالضربة القاضية في 14 نزالا.